# Knjižnica Ivana Tavčarja Škofja Loka
Knjižnica Ivana Tavčarja Škofja Loka je osrednja splošna knjižnica s sedežem na Šolski ulici 6 (Škofja Loka).
Poimenovana je bila po Ivanu Tavčarju. Ima dislocirane enote: Trata, Poljane, Gorenja vas, Sovodenj, Žiri, Železniki in potujoča knjižnica.